# 노스탤지어

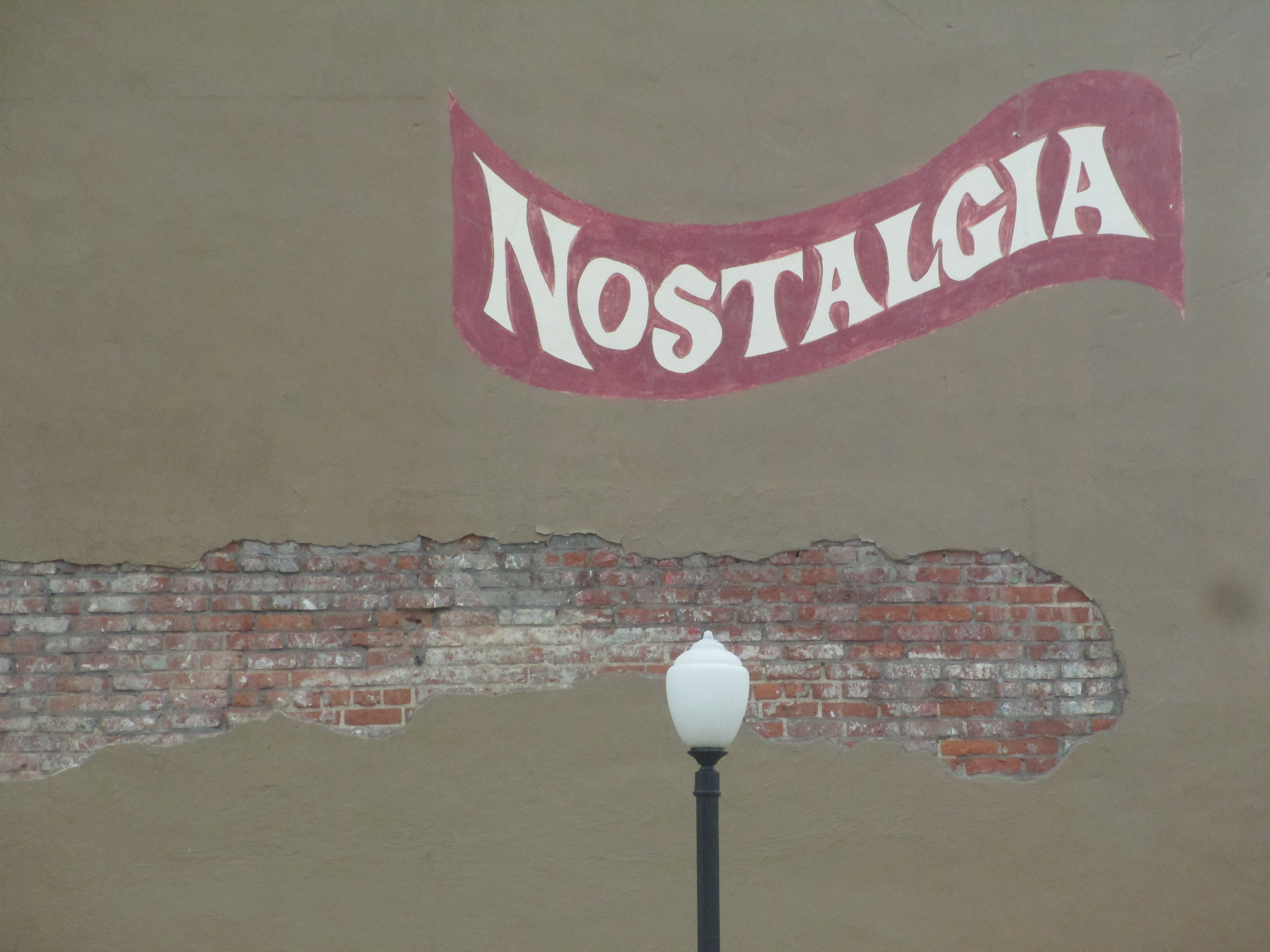

노스탤지어(nostalgia) 또는 향수(鄕愁)는 타향에서 고향을 그리워하는 것 또는 지나간 시대를 그리워 하는 것을 말한다. 향수를 병에 견주어 향수병(鄕愁病)이라고 일컫는다.

## 개요
사람이 현재에서 시간으로 거슬러 올라가 과거의 특정 시기 또는 공간적으로 떨어진 장소를 상상하고 특정 시간과 공간을 대상으로 "그립다"라는 감정에 가치 짓는 것을 말한다. 일반적으로 미래가 그 대상이 되는 것은 아니며, 이미지가 재구성되는 경우가 많다.

## 같이 보기
- 아메리카나 (문화)
- 황금기
- 문화재 보존
- 모노노 아와레
- 신스탈린주의
- 오스탈기
- 복고풍
- 사우다드
- 베이퍼웨이브